# Papilio phorcas
Espèce
Papilio phorcas est une espèce de lépidoptères (papillons) de la famille des Papilionidae. Cette espèce vit dans les forêts des montagnes d'Afrique subsaharienne (golfe de Guinée, Afrique centrale et Afrique de l'Est).

## Description
Papilio phorcas a une envergure de 8-10 cm. Chez le mâle les ailes sont noires à l'avers. Les ailes antérieures portent une large bande bleu-vert et quelques macules de même couleur à l'apex. Les ailes postérieures ont de longues queues en forme de spatule. Elles sont bleu-vert de la base jusqu'à la partie médiane et elles portent une série de petites macules submarginales verdâtres. 

Au revers les ailes sont marron, les motifs sont similaires mais sont d'un vert plus pâle, en outre la partie submarginale des ailes antérieures et postérieures est éclaircie. La marge intérieure des ailes postérieures est bordée de orange.

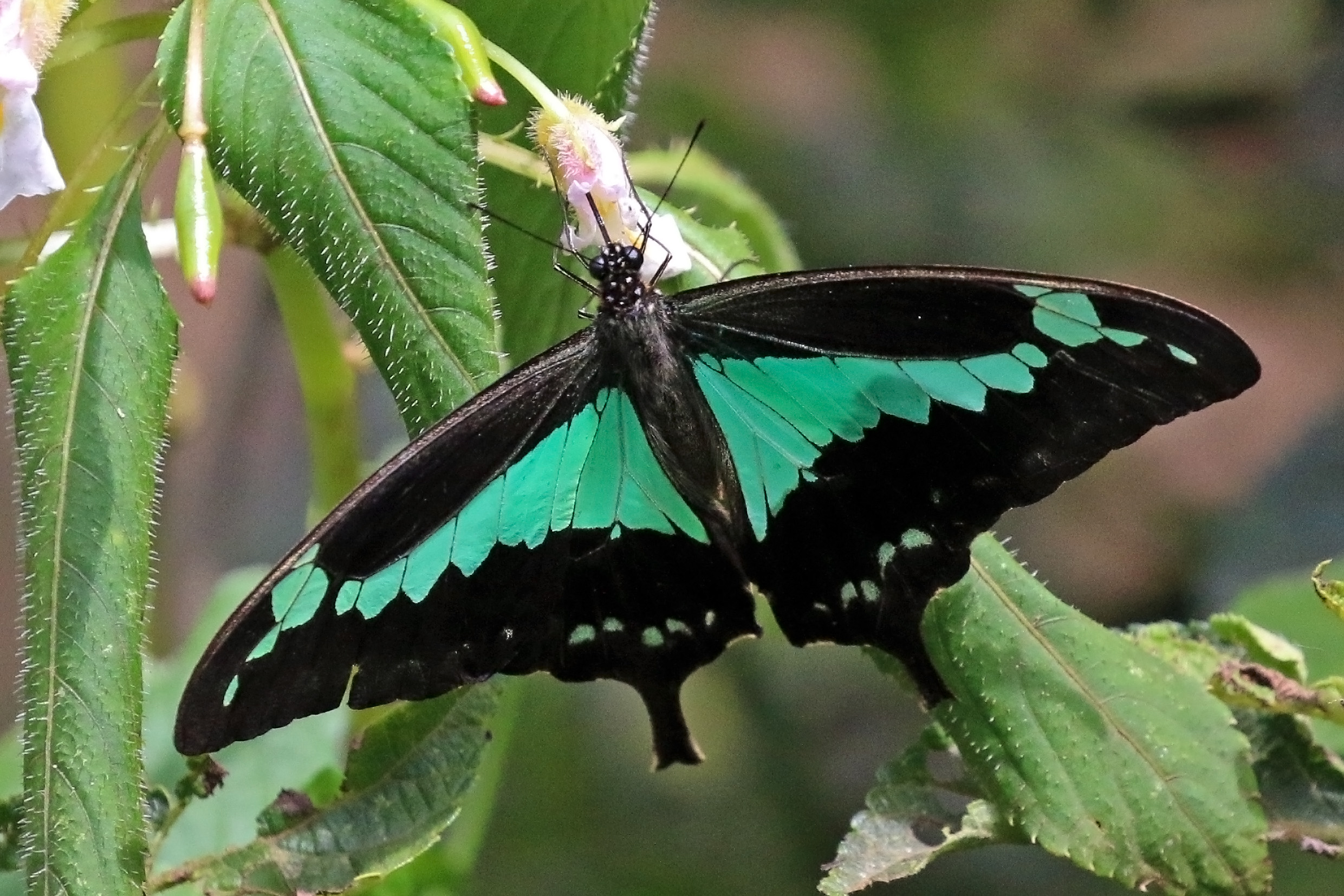
Papilio phorcas dans son milieu naturel
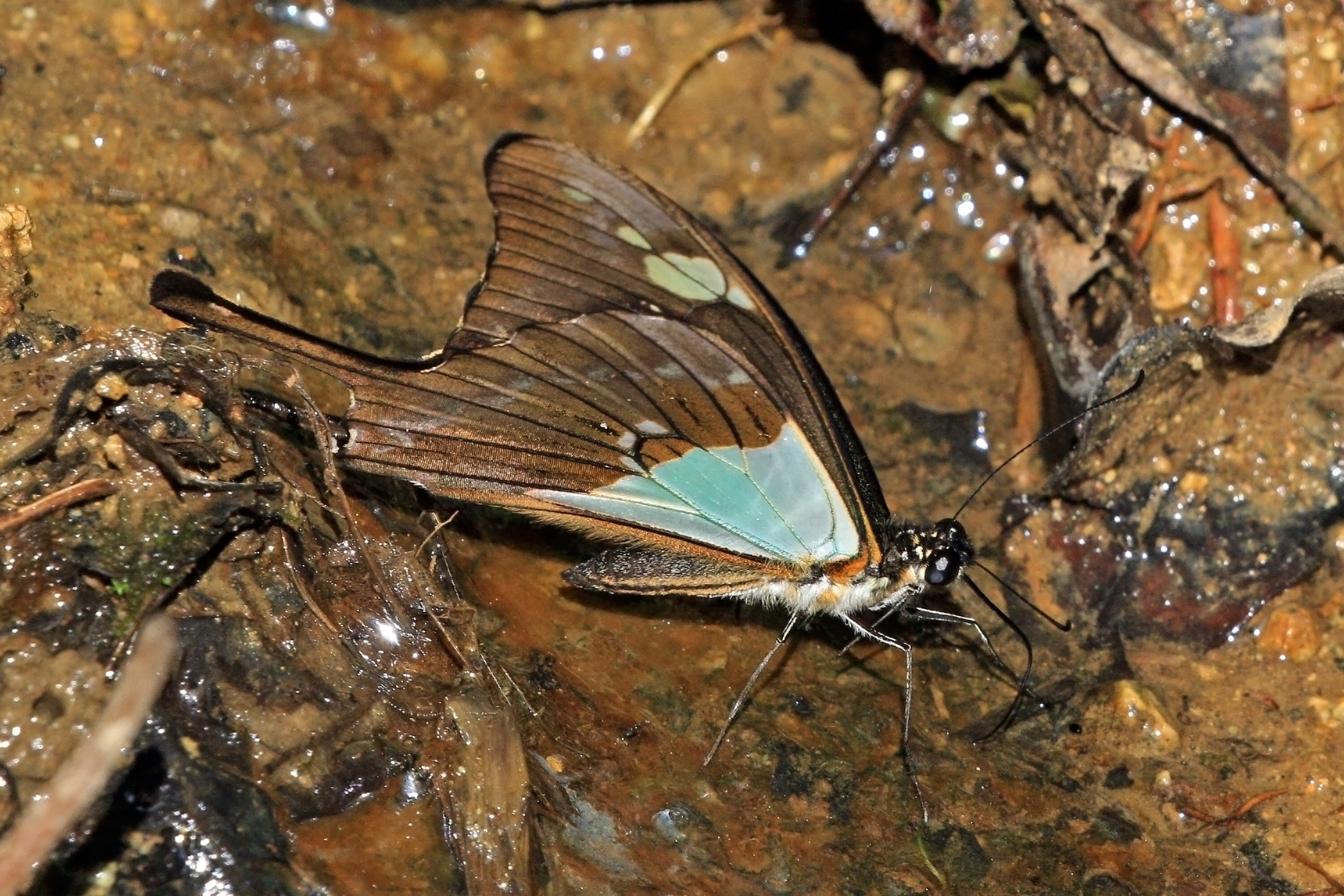
Papilio phorcas, ailes repliées

La femelle existe sous deux formes, une forme semblable au mâle et une forme différente, à bandes jaunes. Les femelles qui présentent cette dernière forme sont marron à l'avers. Les ailes antérieures portent une bande jaune pâle morcelée et des macules de même couleur à l'apex, ainsi que des petites macules submarginales de même couleur. Les ailes postérieures sont prolongées par de longues queues en forme de spatule qui portent une paire de points jaune sur les bords. Les ailes postérieures ont une bande jaune pâle au bord externe flou et sont plus foncées dans la partie submarginale et marginale. Elles portent également une série de macules jaune pâle submarginales.
Au revers les ailes sont d'un marron plus clair. Les motifs sont similaires mais sont de couleur blanche, la partie submarginale des ailes antérieures et postérieures est plus claire.

Chez les deux sexes le corps est crème en dessous et noir ou marron foncé au-dessus.

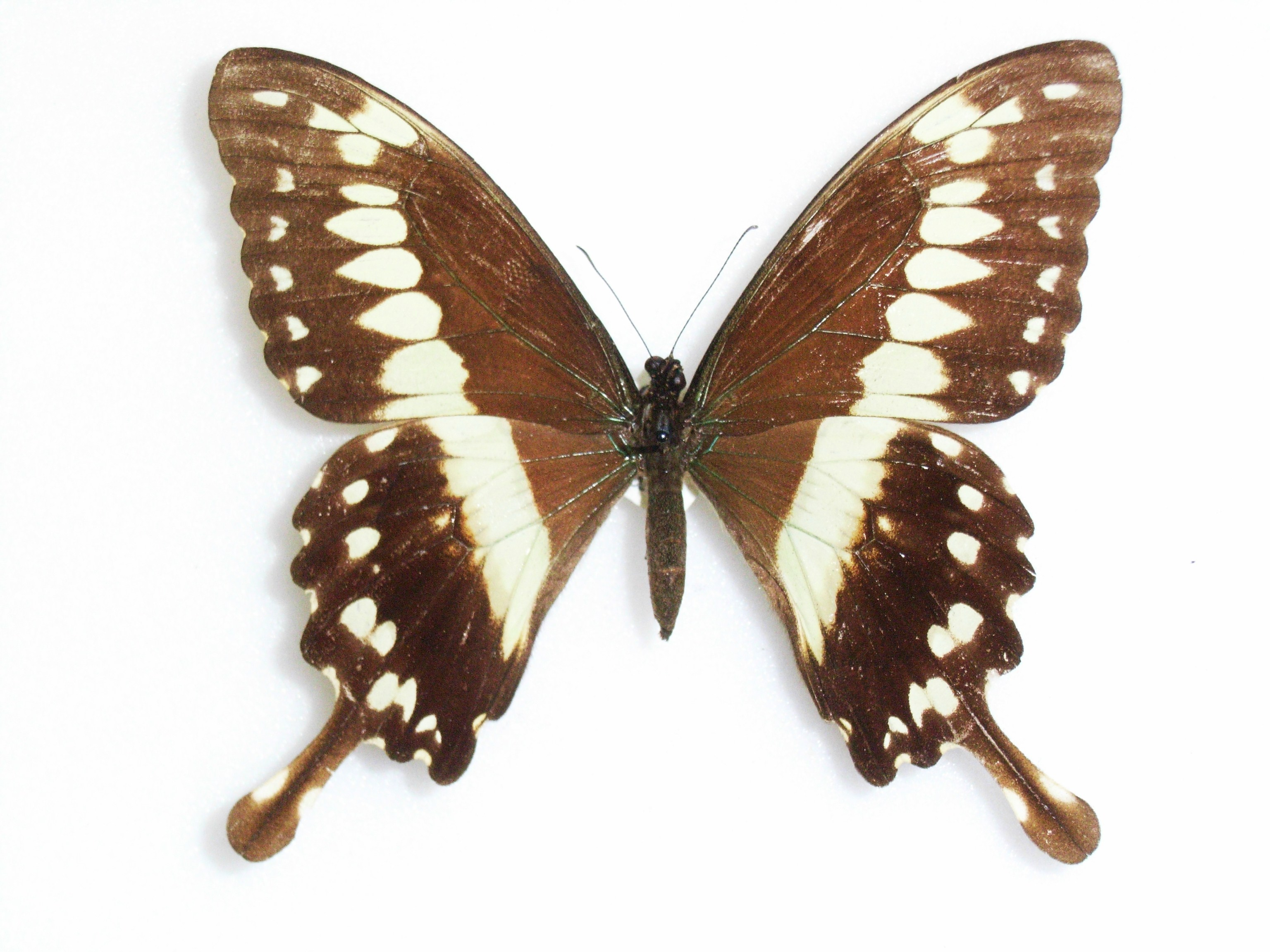
Papilio phorcas femelle (forme à bande jaune)
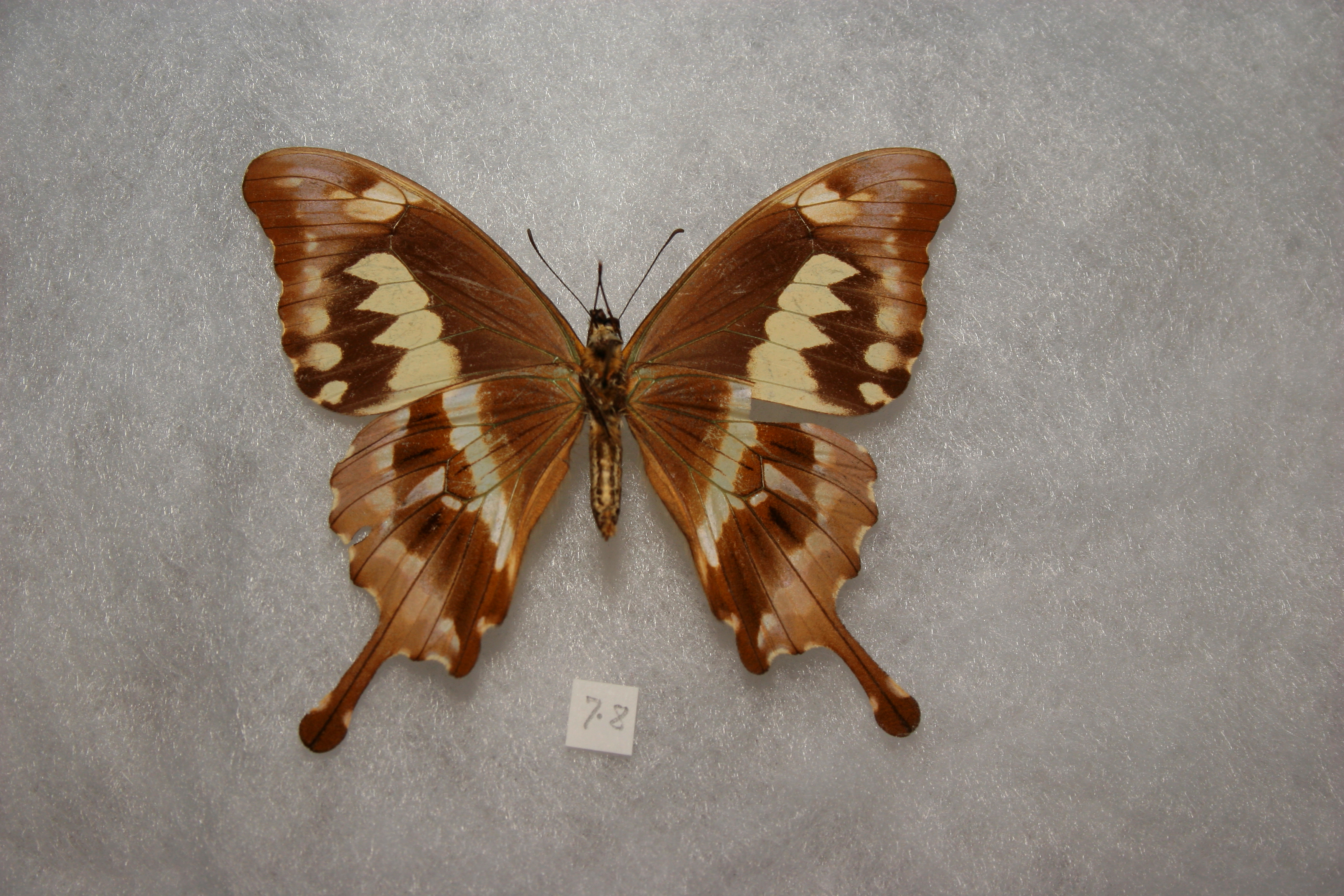
Papilio phorcas femelle (vue ventrale)

## Écologie
La femelle pond ses œufs isolément sur la plante-hôte. Cette espèce utilise des plantes de la famille des Rutacées. Les plantes hôtes identifiées sont :  Macrostylis villosa, Vepris nobilis, Vepris simplicifolia et les espèces des genres Calodendrum, Citrus, Clausena, Fagara, Teclea et Oriciopsis.
Les chenilles se nourrissent des feuilles de la plante-hôte. Comme toutes les espèces de Papilionides les chenilles portent derrière la tête un osmeterium, organe fourchu qu'elles déploient pour faire fuir les prédateurs. Elles passent par cinq stades puis se changent en chrysalide sur une tige. La chrysalide est attachée à son support par son crémaster et maintenue tête en haut par une ceinture de soie. 
Les adultes se nourrissent principalement du nectar des fleurs. Les mâles se rassemblent en large groupe pour boire dans des mares de boue et sont attirés par les matières puantes. Ils volent le long des ruisseaux forestiers à la recherche de femelles. Les femelles volent  généralement assez bas dans les sous-bois, à la recherche de plante-hôtes. Tôt le matin, quand il fait encore frais, les adultes étendent leurs ailes pour prendre la lumière du soleil avant de s'envoler.

## Habitat et répartition
Papilio phorcas est présent dans l'écozone afrotropicale : golfe de Guinée, Afrique centrale et Afrique de l'Est. L'espèce vit dans les forêts tropicales de montagne, de 300 à 2400 m d'altitude.

Écozone afrotropicale
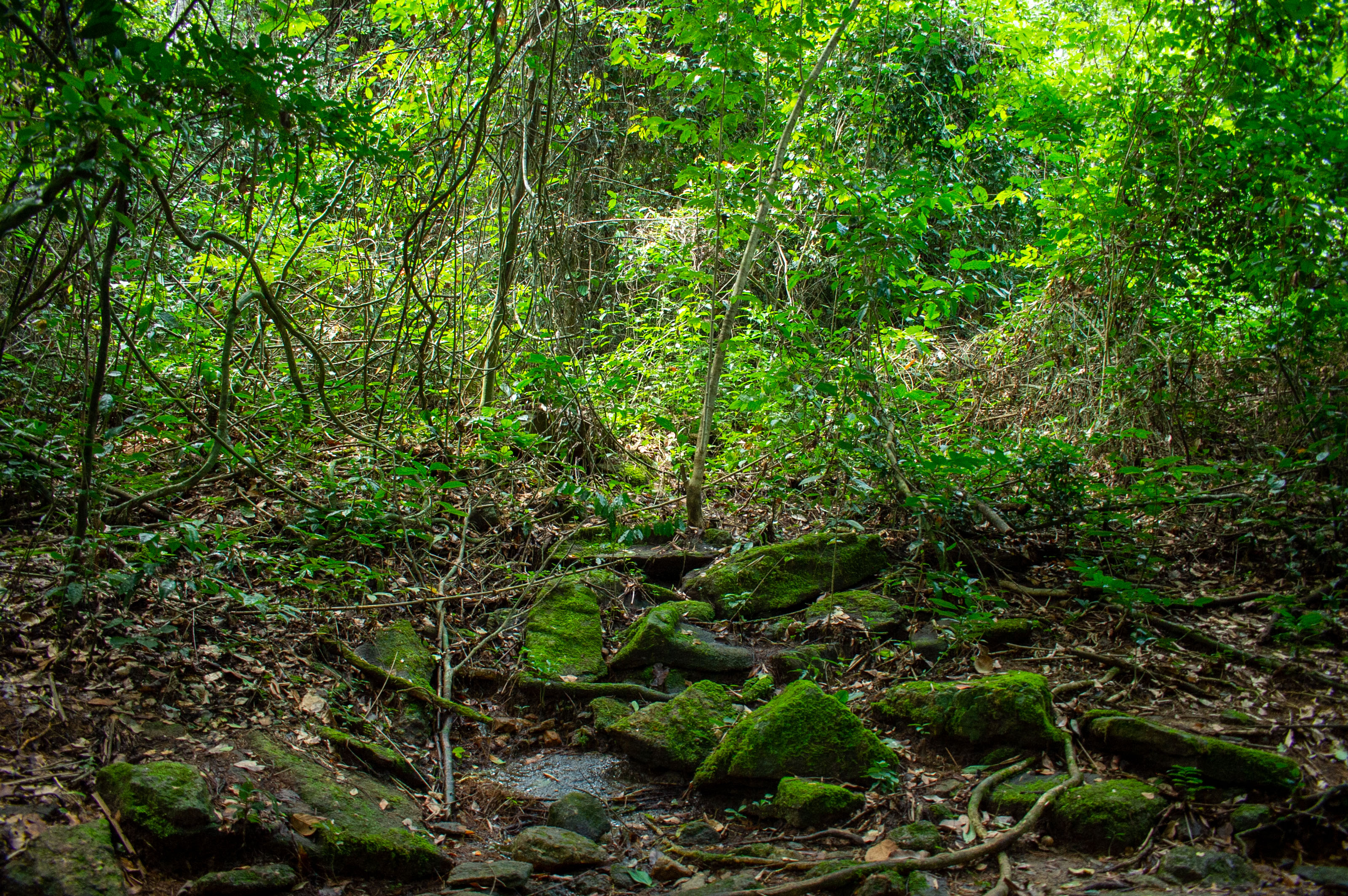
Kakum national park (Ghana)
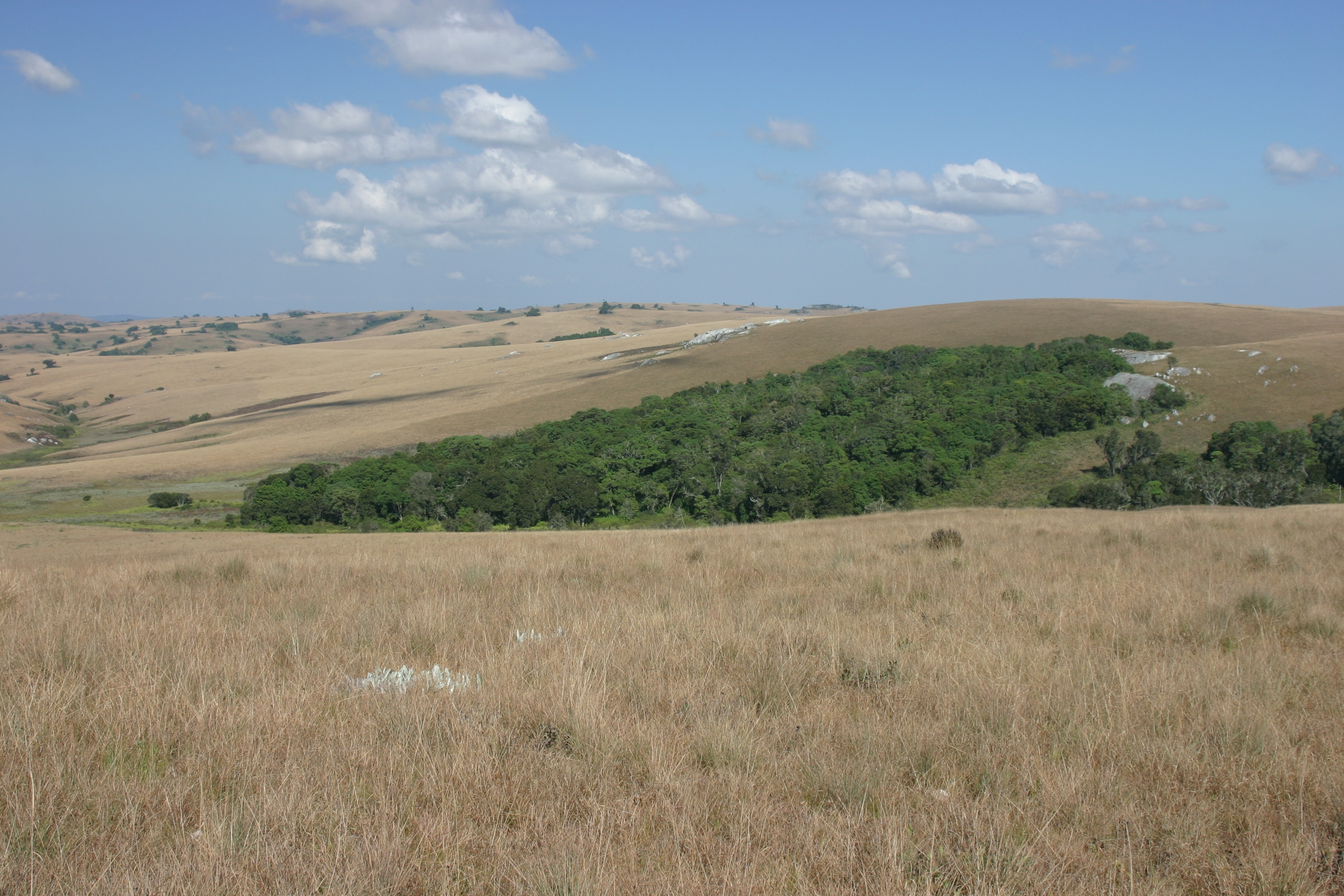
Bosquet sur le plateau de Nyika (Malawi)

## Systématique
L'espèce Papilio phorcas a été décrite pour la première fois en 1775 par l'entomologiste Pieter Cramer dans Uitlandsche Kapellen, à partir d'un spécimen du Sierra Leone. Ses plus proches parents sont Papilio dardanus et Papilio constantinus.

### Sous-espèces[2]
- P. phorcas phorcas : Guinée, Sierra Leone, Libéria, Côte-d'Ivoire, Ghana, Togo, Bénin (sud), Nigeria
- P. phorcas ansorgei : Kenya (montagnes à l'est de la vallée du Grand Rift, y compris les Loita Hills), Tanzanie (nord – Loliondo)
- P. phorcas  bardamu : Guinée équatoriale (île Bioko)
- P. phorcas congoanus : Nigéria, Cameroun, Guinée équatoriale (Bioko), Gabon, Angola (nord), République centrafricaine, République démocratique du Congo, Ouganda (ouest), Rwanda, Tanzanie (ouest), Zambie (nord)
- P. phorcas nyikanus : Tanzanie (est), Malawi, Zambie (nord-est), Mozambique
- P. phorcas ruscoei : Ouganda (est), Kenya (montagnes à l'ouest de la vallée du grand Rift), République démocratique du Congo (Kivu)
- P. phorcas sudanicola : Soudan (sud)
- P. phorcas tenuifasciatus : Tanzanie (montagnes du nord), Kenya (sud-est).

## Papilio phorcas et l'Homme

### Nom vernaculaire
Cette espèce est appelée en anglais "Apple-green swallowtail", "Green Banded Swallowtail" ou encore "Apple-green Handkerchief".

### Menaces et conservation
Cette espèce n'est pas évaluée par l'UICN mais ne semble pas menacée. Elle est relativement commune bien que répartie inégalement et son aire de répartition est vaste.